# Condado de Gamazo
El condado de Gamazo es un título nobiliario español creado por el 
rey Alfonso XIII en favor de Juan Antonio Gamazo y Abarca, político y empresario, mediante real decreto del 22 de junio de 1909 y despacho expedido el 30 de agosto del mismo año, para hacer memoria de los servicios prestados por su padre Germán de Gamazo y Calvo, ministro de Fomento, Hacienda y Ultramar y presidente de la Academia de Jurisprudencia.

## Condes de Gamazo
|                           | Titular                                     | Periodo                   |
| Creación por Alfonso XIII | Creación por Alfonso XIII                   | Creación por Alfonso XIII |
| ------------------------- | ------------------------------------------- | ------------------------- |
| I                         | Juan Antonio Gamazo y Abarca                | 1909-1968                 |
| II                        | Juan Antonio Gamazo y Arnús                 | 1969-1998                 |
| III                       | Germán Manuel Gamazo y Hohenlohe-Langenburg | 2000-hoy                  |

## Historia de los condes de Gamazo
- Juan Antonio Gamazo y Abarca (Madrid, 1883-10 de julio de 1968), I conde de Gamazo, III marqués de Soto de Aller, III vizconde de Miravalles, diputado a Cortes (1909-1923), subsecretario del Ministerio de Gracia y Justicia (1919), gobernador del Banco de España (1930), miembro fundador de Acción Española y de Renovación Española (partido por el que fue diputado en las elecciones de 1936).[3]

Casó con Marta Arnús y Gayón, sobrina del marqués de Comillas. El 17 de enero de 1970, previa orden del 7 de octubre de 1969 para que se expida la correspondiente carta de sucesión (BOE del día 16), le sucedió su hijo:
- Juan Antonio Gamazo y Arnús (1920-1998), II conde de Gamazo, IV vizconde de Miravalles.

Sin descendientes. El 12 de mayo del 2000, previa orden del 12 de abril del mismo año para que se expida la correspondiente carta de sucesión (BOE del día 28), le sucedió un hijo de su hermano Claudio Gamazo y Arnús, IV marqués de Soto de Aller —casado con María Francisca Hohenlohe-Langenburg e Ytube, III marquesa de Belvís de las Navas— y por tanto su sobrino:
- Germán Manuel Gamazo y Hohenlohe-Langenburg (n. 1951), III conde de Gamazo, V marqués de Soto de Aller, V vizconde de Miravalles.[7]

Casó con Isabelle Sourdeau Couadau.